# Kees Vellekoop (musicoloog)
Cornelis (Kees) Vellekoop (Rotterdam, 10 november 1940 - Utrecht, 25 mei 2002) was een Nederlands musicoloog.

## Levensloop
Kees Vellekoop kwam uit een muzikaal gezin. Zijn vader was de musicus en muziekpedagoog Gerrit Vellekoop (1907-1984) die vanaf de jaren dertig cursussen blokfluit, een muziekinstrument dat in die tijd vrij weinig aandacht kreeg, gaf. Hij was in 1951 medeoprichter en directeur van Vereniging Huismuziek. Zijn moeder, Sipkje Haagberg, speelde tot op hoge viool; zuster Baukje Vellekoop rondde ook een conservatoriumstudie af, maar ging werken in de bewegingsleer.
Na het Gymnasium Erasmianum volgde Kees een gecombineerde studie; cello aan het Utrechts Conservatorium en muziekwetenschappen aan de toenmalige Rijksuniversiteit Utrecht. Na het eindexamen conservatorium in 1965 studeerde hij in Bazel een jaar aan de Schola Cantorum Basiliensis. Hier specialiseerde hij zich in het bespelen van viola da gamba en studeerde hij Haus- und Kirchemusik volgens de ideeën en methoden van Ina Lohr. In 1969 behaalde hij zijn doctoraal muziekwetenschappen. In 1978 promoveerde hij begeleid door de eigenzinnige Hélène Nolthenius cum laude op dies ire dies illa, Studien zur Frühgeschichte einer Sequenz. Het liep daarbij soms op ruzie uit vanwege verschillen van inzicht, waarbij professor Frederik Willem Nicolaas Hugenholtz uiteindelijk de twee bij elkaar bracht. In die jaren (1966 tot 1971) was hij deeltijddocent aan het Verenigde Muzieklycea in Hilversum; Vanaf 1969 was hij werkzaam voor het Instituut voor Muziekwetenschap in Utrecht, met name op het gebied van muziekgeschiedenis van oudheid en middeleeuwen. 
In 1989 werd Kees Vellekoop benoemd als lid van de afdeling Letterkunde van de Koninklijke Nederlandse Akademie van Wetenschappen (KNAW). In 1993 werd hij benoemd tot hoogleraar in de Muziekgeschiedenis vóór 1600 aan de Utrechtse universiteit. Op 7 april 1994 hield hij zijn inaugurele rede Musica movet affectus.
Hij was voorstander van interdisciplinaire aanpak van studies. Hij werkte onder andere samen met de literatuurhistoricus Willem Pieter Gerritsen, diezelfde Hugenholtz van de historische faculteit en Rene Stuip van de faculteit Geesteswetenschappen. Met Rene Stuip voerde hij 18 jaar de redactie van de Utrechtse Bijdragen tot de Medievistiek. Hij was gespecialiseerd in de uitvoeringspraktijk van middeleeuwse muziek, het dertiende-eeuwse gezang Dies ira, het genre van de estampie en de 'streepjesnotatie' van het Gruuthuse-handschrift.
Hij huwde in 1966 met Jos Knigge. Hij had twee dochters en bij overlijden een kleinzoon van enkele maanden. In mei 2002 werd hij op weg naar zijn bejaarde moeder op zijn motor aangereden door een automobiliste die hem op zijn weghelft tegemoetkwam. Kees Vellekoop werd begraven op Den en Rust.

## Belangrijkste publicaties
- 1972 Het Antwerps liedboek: 87 melodieën op teksten uit 'Een schoon Liedekens-boeck'van 1544 (herdruk in 1975)
- 1978 Dies ire dies illa, Studien zur Frühgeschichte einer Sequenz (Dissertatie)
- 1983 Hoofse cultuur. Studies over een aspect van de middeleeuwse cultuur (met R.E.V. Stuip)
- 1994 Musica movet affectus (Oratie)
- 1998 Emoties in de Middeleeuwen (met R.E.V. Stuip)
- 1999 Met een kaars naar de kerk (Openingscollege Utrecht)
- 2000 Transcripties en melodieën in Lyrische lente. Liederen en gedichten uit het Middeleeuwse Europa van  W.P. Gerritsen & Willem Wilmink
- Bijdragen in het Tijdschrift van de Koninklijke Vereniging voor Nederlandse Muziekgeschiedenis

De complete chronologische lijst van publicaties is opgenomen in de bundel Meer dan muziek alleen, In memoriam Kees Vellekoop.